# برايان هاندلي
برايان هاندلي (بالإنجليزية: Brian Handley)‏ (21 يونيو 1936 بويكفيلد في المملكة المتحدة - 5 مارس 1982) هو لاعب كرة قدم بريطاني في مركز الهجوم. لعب مع أستون فيلا ونادي توركي يونايتد ونادي روتشديل ونادي جوول ‏ وبريدجواتر يونايتد.